# Eriomycopsis meliolinae
Eriomycopsis meliolinae är en svampart som beskrevs av Hansf. 1947. Eriomycopsis meliolinae ingår i släktet Eriomycopsis, divisionen sporsäcksvampar och riket svampar.   Inga underarter finns listade i Catalogue of Life.